# Анопльодера шестиплямиста
Голошийка шестипляма (лат. Anoplodera sexguttata, Fabricius, 1775 = Leptura cincta Panzer, 1804 = Leptura punctatomaculata Marsham, 1802 = Leptura semicolon Schrank, 1798 = Leptura uddmanniana Harrer, 1784) — вид жуків з родини Скрипунових.

## Поширення
A. sexguttata — європейський вид у складі європейського зоогеографічного комплексу. Поширений по всій Європі. У Карпатському регіоні, вид є звичайним для передгірних районів, зустрічається в середньогір’ї на південно-західному макросхилі Карпат.

## Екологія
Вид прив’язаний до листяних лісів утворених буком лісовим, грабом звичайним і дубом черешчатим, де є частим, а іноді масовим видом. На Передкарпатті входить до складу рецидентів та субдомінантів, становлячи 3-4% від загальної чисельності усіх видів вусачів. Літ триває із середини травня по кінець червня. Імаго можна зустріти на узліссях на квітах арункусу звичайного, малини, ожини, яглиці, кмину та ін. Личинки розвиваються у мертвій деревині листяних порід дерев.

## Морфологія

### Імаго
A. sexguttata — дрібний вид, 7-13 мм завдовжки. Загальний фон тіла чорний. Надкрила чорні з трьома рудими плямами на кожному з надкрил, середні плями часто зливаються і утворюють підковоподібну дугу, обернену своїми кінцями назовні. Надкрила в грубих точках, вкриті дрібними лежачими волосками. Самки часто більші за самців, з товстим черевцем. Довжина вусиків самців рівна довжині їх тіла, а у самок — ледь заходять за другу третину надкрил.

## Життєвий цикл
Життєвий цикл триває 2 роки.